# Boophis pauliani
Espèce
Synonymes
- Hyperolius pauliani Guibé, 1953

Statut de conservation UICN

 LC  : Préoccupation mineure
Boophis pauliani est une espèce d'amphibiens de la famille des Mantellidae.

## Répartition
Cette espèce est endémique de Madagascar. Elle se rencontre jusqu'à 1 100 m d'altitude dans l'est de l'île,. 

## Description
Boophis pauliani mesure de 20 à 23 mm. Le dos des mâles est verdâtre, grisâtre ou jaunâtre ; celui des femelles est brun clair, parfois avec deux larges marques de chaque côté du dos. Certains individus ont des taches noires et blanches sur les flancs. Son ventre est uniformément blanchâtre. La peau des mâles est granuleuse sur le dos avec une légère coloration des granules ; elle est lisse ou très légèrement granuleuse pour les femelles. Les mâles ont un seul sac vocal.

## Étymologie
Cette espèce est nommée en l'honneur de Renaud Paulian.

## Publication originale
- Guibé, 1953 : Deux Hyperolius nouveaux pour la faune malgache (Batraciens). Naturaliste Malgache, vol. 5, p. 101-103.